# Ga Myeonghak
Ga Myeonghak là ga trên Tuyến 1 của Tàu điện ngầm Seoul. Nó nằm ở thành phố Anyang, Gyeonggi-do.

## Bố trí ga
| ↑ Anyang    |
| ２ \| １ \| |
| Geumjeong ↓ |

| 1 | ● Tuyến 1 | → Hướng đi Byeongjeom · Seodongtan · Cheonan · Sinchang → |
|   |           | Tàu đi qua                                                |
| 2 | ● Tuyến 1 | ← Hướng đi Guro · Đại học Kwangwoon                       |